# Легенды дома Романовых
Легенды дома Романовых — мифические истории и предания, неподкрепленные историческими источниками, связанные с правящей династией Романовых.

## Характеристика
Туманами и легендами окутано само начало рода Романовых. Мифической фигурой является основатель рода — Гланда Камбилла Дивонович.
Истории эти делятся на несколько групп и являются типовыми для легенд и мифов Нового времени: здесь фигурируют призраки, проклятия, подмененные младенцы, самозванцы и тайные свадьбы.

## Примеры

### Святые
Несколько представителей династии после смерти были канонизированы, соответственно, в их житиях появляются типичные элементы легендарных деяний, в том числе посмертных.

### Предсказания и проклятия
Василий Блаженный предсказал правление Петра Великого:
- После Ивашки (имеется ввиду Иван Грозный) на Руси будет много царей. Один из них с "кошачьими усиками" (вероятнее всего, Петр I) погубит много людей, но сделает державу сильнее.
- Придет еще один правитель, долгие году будет править этот тиран. Он погубит многих товарищей своих, достойных жен и мужей, сотрет с лица земли уйму великих храмов. Тот усатый царь (речь скорее всего идет о Сталине) не пожалеет горцев своих.
- Храмы отстроят заново, но бог уже не будет там. Вновь люд побежит из храмов, где поклоняются лишь злату.
- 70 лет Русь будет в мерзости и запустении (наверно, имеется ввиду период с 1917 - 1991).
- После этого придет Титан Борис, он уйдет так, что оставит после себя много загадок.
- После него Русью будет править маленький человек с "черным" лицом (так в то время называли шпионов, разведчиков).
- После наступит правление 10 царей на час.
В пророчестве еще говорится, что беда придет с Востока - "возникнет вождь в голубой чалме". Он начнет стрелять голубыми стрелами и разрушать многие города. Но Русь объединится, и под предводительством нового царя, которого назовут Великим Всадником, победит врага.
Новый царь будет "чистый помыслом и обрушит свой меч на разбойников и воров". Найдутся предатели - Великого Всадника убьют. И вновь начнутся Великие войны, который разрушат полмира. На этом пепелище возродиться новая Русь, на престол взойдет Великий Государь. Многострадальная Русь вступит в Золотой век.
Нескольким историческим персонажам приписывают проклятия династии Романовых и её деятельности:
- Проклятие дома Романовых (проклятие Марины Мнишек) — предсказание падения дома Романовых. Царствование Михаила Федоровича началось с проклятья. «Смертью ребенка начали свое правление, смертью невинных детей завершите» — эти слова Марина Мнишек произнесла 16 июля 1614 года, когда царь Михаил приказал казнить ее четырехлетнего сына Ивана.
- Пророчество Петербургу быть пусту Евдокии Лопухиной.
- Алексей: это имя Романовы считали проклятым (Алексей Петрович).  Имя Иван стало считаться несчастливым после трагической судьбы Ивана VI Антоновича, младенцем заключенного в темницу и позже убитого. Петр — после убийства Петра III. Павел — после убийства Павла I.[3]
- Слова блаженного Федора о  первенце Николая I из уст в уста передавались в народе: «Новорожденный будет могуч, славен и силен, но умрет в красных сапогах». Взрывом бомбы Александру II оторвало обе ноги, и он, обливаясь кровью, умер в страшных муках через несколько часов после седьмого покушения.
- Предсказание Преподобного Серафима : «Того Царя, который меня прославит, и я прославлю»[4]. Святой Серафим Саровский в 1832 году предсказал не только падение Царской власти, но и момент ее восстановления и воскрешения России: «…но когда Земля Русская разделится и одна сторона явно останется с бунтовщиками, другая же явно станет за Государя и Отечество и Святую Церковь — а Государя и всю Царскую фамилию сохранит Господь невидимою десницею Своею и даст полную победу поднявшим оружие за Него, за Церковь и за благо нераздельности Земли Русской — но не столько и тут крови прольется, сколько когда правая за Государя ставшая сторона получит победу и переловит всех изменников и предаст их в руки Правосудия, тогда уже никого в Сибирь не пошлют, а всех казнят, и вот тут-то еще более прежнего крови прольется, но эта кровь будет последняя, очистительная кровь, ибо после того Господь благословит люди Свои миром и превознесет Помазанного Своего Давида, раба Своего, Мужа по сердцу Своему».[5]
- Предсказания монаха Авеля. Сбылось предсказание Авеля: «Род Романовых, начавшийся Михаилом, Михаилом и закончится» (Михаил Александрович). «Будет война в Прометеевых горах (Кавказ) длительностью 15 лет. Будет третья Таврическая война — там появится полумесяц, и разорванная Таврида будет кровоточить».
- Пророчества Распутина. О Царе: «Если меня убьют нанятые убийцы, русские крестьяне, мои братья, то тебе, русский царь, некого опасаться. Оставайся на твоем троне и царствуй… Если же меня убьют бояре и дворяне… Они оставят Россию. Братья восстанут против братьев и будут убивать друг друга….».   О Романовых в Покровском[6]:  «Волей или неволей они приедут в Тобольск и, прежде чем умереть, увидят мою родную деревню». О войнах: «Люди идут к катастрофе. Самые неумелые будут править повозкой и в России, и во Франции, и в Италии, и в иных местах. Человечество будет раздавлено поступью безумцев и негодяев, — считал Распутин, — Мудрость закуют в цепи. Невежественный и властный будет диктовать законы мудрому и даже смиренному. А потом большая часть людей поверит во власть имущих, но разуверится в Боге. Кара Божья будет не скора, но ужасна. По дорогам Европы поползут три голодные змеи, оставляя за собой пепел и дым, у них один дом — и это меч, и у них один закон — насилие, но, протащив человечество через пыль и кровь, они сами погибнут от меча же. Наступит время мира, но мир будет написан кровью. И когда два костра потухнут, третий костер сожжет пепел».[7] После этого с Запада придет «кровожадный князь», порабощающий людей богатством, а с Востока — другой, порабощающий нищетой.

### Подмененные младенцы или бастарды
Относительно нескольких правителей рассказывали легенды, что либо они являются детьми не своих отцов, либо подменены в колыбели (обычно из-за неправильного пола).
- Отцовство Петра I: сын Алексея Михайловича, или подмененный младенец
- Представления о Петре I как антихристе
- Происхождение Павла I, его «брат» Афанасий Петрович

### Тайные свадьбы
- Предание о браке Елизаветы Петровны
- Свадьба Екатерины II и Потёмкина

### Внебрачные дети императоров
Распространены легенды, связанные с бастардами царей, как настоящими, так и самозванцами.
- Княжна Тараканова
- Судьба Семена Великого, внебрачного сына Павла
- Безымянный (узник Кексгольма)

### Внезапные смерти
- Версия о самоубийстве Николая I
- Николай Александрович не умер, а испугался ответственности и изобразил смерть, оставшись жить в Италии

### Истинные личности
- Фёдор Кузьмич — якобы добровольно покинувший престол Александр I[8]
- Вера Молчальница — затворница Сыркова монастыря, которой якобы была жена Александра I императрица Елизавета Алексеевна, ушедшая от мира вслед за мужем

### Призраки и посмертные явления
С Романовыми связано множество  легенд о мистических событиях.
- Посмертное явление Марии Милославской.
- Привидение казненного Виллема Монса[9].
- Медный Всадник[10]. Уже при жизни недоброжелатели называли Петра Первого антихристом. Место, на котором возвели памятник императору, уже тогда считалось аномальным. А Гром-камень, который служит скульптуре постаментом, многие и вовсе считали частью древнего языческого святилища. Легенда о том, что в тёмную и холодную ночь лучше держаться подальше от статуи «поднявшего Россию на дыбы», родилась неспроста: в протоколах полиции, датируемых XIX веком, сохранились записи о трупах с размозжёнными головами. Несчастных подбирали поутру неподалёку от статуи Петра I. Даже сейчас коренные жители города на Неве не осмеливаются бросить вызов «Медному всаднику», подобно Евгению из одноимённой поэмы.
- Видение Петра II. В праздник Богоявления 6 января 1730 года, принимая парад, посвященный водоосвящению на Москве-реке, Петр простудился и слег с сильным жаром. Перед смертью он вдруг очнулся и произнес: «Закладывайте лошадей. Еду к сестрице Наталье». Наталья Алексеевна умерла за 14 месяцев до этого.
- Предсказание смерти Елизаветы Петровны (Свт. Ксения Петербургская) .
- С собственным призраком встречалась Анна Иоанновна.
- Доппельгангер Екатерины II незадолго до её смерти.
- Призрак  Петра III даже после повторного захоронения не исчез навсегда. Как утверждают современные работники Ораниенбаумского дворца-музея, в тамошнем дворце Петра III ежедневно происходят странные вещи. Предметы личного пользования императора имеют привычку менять свое положение. То шпага императора окажется в другом месте, то ботфорты развернутся в другую сторону, то обшлага мундира загнутся внутрь. Поэтому у музейных работников выработалась привычка, входя утром в комнату императора, вежливо произносить: «Здравствуйте, Ваше величество. Извините, что мы вас побеспокоили».[11]
- Предзнаменования перед убийством Павла I, легенды Михайловского замка и Гатчины (предзнаменования и привидение).
- Князь Григорий Потемкин в Зимнем Дворце [12]. Луиза Мария Августа Баденская, одним вечером в районе Эрмитажного театра, встретила призрак князя Потемкина, который продемонстрировал ей как на сменяющихся картинах всю предстоящую жизнь ее жениха, будущего Александра I.
- Белая Дама   Аничкова Дворца
- Белая Дама[13] Зимнего Дворца
- Белая Дама   Михайловского Дворца
- Черная Дама Русского Музея

### Легенды и «утки» после 1917 года
- Якобы спасшиеся от расстрела члены царской семьи. Чаще всего упоминаются Анастасия Николаевна[14] и Алексей Николаевич.
- Останки царской семьи . Гелий Рябов: «Я увидел фигуру в шинели — это был император» (1980). Признание останков[15] царской семьи Романовых, которые были найдены под Екатеринбургом, постоянно откладывалось РПЦ МП[16].  Через месяц после того, как наконец было принято решение   о проведении Архиерейского Собора, признающего «Екатеринбургские останки» святыми мощами Царственных страстотерпцев, которое приветствовалось Домом Романовых[17], наступили форс-мажорные обстоятельства.[18]